# Галогенангідриди

Загальна формула галогенангідридів

Галоге́нангідри́ди (рос. галогенангидриды, англ. acyl halides, [halogen anhydrides]) — органічні сполуки, в яких є ацильна група, зв'язана з галогеном.
Наприклад, метансульфонілхлорид CH3S(=O)2Cl, циклогексанкарбоксиімідоїл хлорид C6H11C(=NH)Cl, ацетилхлорид CH3C(=O)Cl.

## Хімічні властивості
Відзначаються високою реактивністю щодо нуклеофільних реагентів, відносно яких є ацилюючими засобам. Наприклад, з водою дають кислоти, зі спиртами — естери, з амінами — амонієві солі (з трет-амінами) або аміди:
Проте, якщо нуклеофіл є слабким, як-от бензен, використовують кислоти Льюїса як каталізатор, який створює позитивний заряд у атома карбону. Спочатку каталізатор (наприклад, AlCl3) відщеплює від молекули негативний іон галогену, перетворюючи її в катіон ацилію. А потім цей катіон заміщує протон у бензені, який з'єднується з іоном AlCl3Hal-, що утворився, з утворенням AlCl3 та H+Hal-.